# Dead or Alive (videogioco)
Dead or Alive (デッド オア アライブ?, Deddo oa Araibu), abbreviato DOA o DOA1, è un picchiaduro ad incontri, primo capitolo della serie Dead or Alive, distribuito per arcade nel 1996 e in seguito adattato per Sega Saturn e PlayStation. La versione per Sega Saturn è stata inclusa in Dead or Alive Ultimate per Xbox.

## Sviluppo
Secondo le parole di Tomonobu Itagaki, produttore di videogiochi, egli era stanco di notare come i videogiochi più moderni abbandonassero le origini arcade, perdendo questa tradizione di gioco. Dopo aver lavorato per molto tempo per la Tecmo, Itagaki decise di sviluppare un picchiaduro 3D.
Dead or Alive fu concepito come ultimo prodotto di Tecmo, allora sull'orlo della bancarotta, e si crede che il nome venga proprio dalla sorte dell'azienda sulla riuscita del prodotto. La prima versione per arcade fu progettata per Sega Model 2, stesso modello di Virtua Fighter 2, con modelli poligonali come sfondo. Fu in seguito aggiornato per la capacità tridimensionali di Sega Saturn e PlayStation.
Lo stile di combattimento fu criticato per la somiglianza a Virtua Fighter 2, anche se Dead or Alive introdusse diversi elementi nuovi: uno di essi era la componente sexy delle combattenti femminili, sia per i costumi molto lascivi che per i loro seni prosperosi e oscillanti. Un altro elemento era la velocità e la semplicità dei colpi, ed un nuovo sistema di contromosse diventa il marchio della serie.
Uno degli otto personaggi iniziali, il ragazzo ninja, era inizialmente chiamato Kurasu e in seguito Kamui; il personaggio fu poi riadattato in Ryu Hayabusa, protagonista della serie Ninja Gaiden, sempre della Tecmo.

## Modalità di gioco
Dead or Alive fu subito noto al pubblico per le meccaniche di gioco totalmente differenti dagli altri picchiaduro 3D, puntando da una parte sull'immediatezza dei tasti per attaccare, e dall'altra sul particolare sistema difensivo. Alla base del sistema di combattimento c'è il concetto di morra cinese, modellato in questo caso come "colpo", "proiezione" e "prese": i colpi sono normali attacchi; le proiezioni sono contromosse offensive che cambiano in base agli attacchi ricevuti; le prese sono attacchi che agganciano l'avversario in un'animazione. Oltre a ciò è possibile difendersi parando colpi, ma diventando suscettibile alle prese.
L'altra novità è l'introduzione di "danger zone", ovvero una zona esterna al ring in cui il pavimento è cosparso di esplosivi: se il combattente cade su di esso, oltre ad infliggere un danno extra, viene scaraventato in aria e l'avversario è in grado di eseguire ulteriori combo mentre il personaggio scende il suolo.

## Personaggi
I personaggi iniziali erano 8:
- Bayman, assassino russo di 31 anni, praticante di sambo.
- Gen-Fu, maestro di shini-rokugo-ken e proprietario di una libreria, dell'età di 65 anni e nato in Cina.
- Jann-Lee, guardia del corpo di 20 anni e praticante di Jeet Kune Do, anch'esso cinese.
- Kasumi, ninja giapponese del clan Mugen Tenshin. Ha 17 anni.
- Lei-Fang, studentessa universitaria cinese, maestra del taikyoku-ken. Ha 19 anni e proviene dalla Cina.
- Ryu Hayabusa, ninja di 23 anni, proprietario di un negozio di antiquariato. Già protagonista di Ninja Gaiden.
- Tina Armstrong, pro-wrestler statunitense di 22 anni.
- Zack, DJ americano e praticante del muay thai, proveniente dagli Stati Uniti. Nella versione Beta era chiamato Kelly[7] ed era simile ad Adon di Street Fighter. Ha 25 anni.
- Raidou, misterioso individuo giapponese. È il boss finale del gioco ed è sbloccabile in tutte le versioni.

La versione PlayStation aggiunge due nuovi personaggi, poi inclusi nel porting Dead or Alive ++:
- Ayane, ninja giapponese dalla storia misteriosa. Ha 16 anni.
- Bass Armstrong, pro-wrestler statunitense, padre di Tina. Ha 46 anni.

## Versioni

### Arcade
La versione arcade fu messa in commercio nel novembre 1996. Comprendeva otto personaggi giocabili, con tre costumi ciascuno, e un boss finale.

### Sega Saturn
La versione per Sega Saturn fu distribuita solamente in Giappone nell'ottobre 1997. Apporta delle modifiche non sostanziali all'originale per arcade. Gli sfondi sono stati ridotti ad immagini statiche e i modelli dei personaggi hanno perso di definizione; al contrario le musiche sono state rimasterizzate, è stato aggiunto un filmato introduttivo e la possibilità di sbloccare alcuni costumi e il sistema vocale di Kasumi completando il gioco. Oltre alla versione regolare, è stata venduta un'edizione speciale contenente un artbook con gli schizzi dei personaggi e un CD con alcune immagini di Kasumi. Questa versione è la preferita di Tomonobu Itagaki.
Le modalità disponibili erano arcade, pratica, time attack, sopravvivenza e kumite (simile a sopravvivenza), anche se mancava una modalità storia o una vera e propria trama o finale. Il porting fu apprezzato in particolare per la grafica e i modelli 3D, soprattutto perché la console era ardua da sfruttare per la grafica 3D.

### PlayStation
La versione per PlayStation fu distribuita nel 1998 internazionalmente. La grafica fu cambiata, sia per i personaggi che per gli sfondi, con aggiunta di light sourcing e gouraud shading per l'illuminazione ma risoluzione complessiva più bassa del port Sega Saturn e musiche di background create ex novo. Furono inoltre introdotti due personaggi, Ayane, già avversario nello sparring nei titoli precedenti e Bass, furono aggiunti molti costumi per i personaggi, in particolare per quelli femminili. Venne aggiunta anche la possibilità di sbloccare il sistema vocale di Ayane, e solamente nella versione europea, un numero maggiore di costumi.
È stato in seguito reso disponibile per PlayStation Portable e PlayStation 3 tramite PlayStation Network nel dicembre 2008.

### Dead or Alive ++
Una nuova versione arcade, Dead or Alive ++ è stata sviluppata basandosi sulla versione per PlayStation. I miglioramenti includono l'aggiunta di una modalità tag e la disponibilità di tutti i costumi sin dall'inizio del gioco.

### Dead or Alive Ultimate
Nel 2004, la compilation Dead or Alive Ultimate comprendeva una versione potenziata della versione uscita per Sega Saturn, senza vistose modifiche oltre alla qualità dell'immagine e al sonoro in Dolby Surround. La decisione di scegliere questa versione (e non quella più recente per PlayStation) è perché era la preferita di Itagaki, anche se si pensa che il motivo reale ricadeva in una questione di diritti con la Sony.

## Colonna sonora

### Dead or Alive
Il primo album di soundtrack BGM è stato distribuito il 21 novembre 1996.

#### Tracce
Musiche di Hideyuki Suzuki, Hiroaki Takahashi, Yutaka Fujishima.
1. DEAD OR ALIVE Overture – 1:28 (musica: Hideyuki Suzuki)
2. The Final Chopper (Appeal Part BGM) – 0:59 (musica: Hideyuki Suzuki)
3. Show Down (Character Select BGM) – 0:56 (musica: Hideyuki Suzuki)
4. NO MONEY (Zack Stage BGM) – 2:53 (musica: Hiroaki Takahashi)
5. Stage Clear – 0:06 (musica: Hideyuki Suzuki)
6. The Fist of TAIKYOKU Blows up (Lei Fang Stage BGM) – 2:43 (musica: Hideyuki Suzuki)
7. Blade of "RYU" (Ryu Hayabusa Stage BGM) – 2:48 (musica: Hiroaki Takahashi)
8. Lone Fighter (Jann Lee Stage BGM) – 3:05 (musica: Yutaka Fujishima, Hideyuki Suzuki)
9. Power is Beauty (Tina Stage BGM) – 2:31 (musica: Hideyuki Suzuki)
10. Codename "BAYMAN" (Bayman Stage BGM) – 3:08 (musica: Hideyuki Suzuki)
11. The Secret Fist of Legend (Gen Fu Stage BGM) – 2:55 (musica: Hideyuki Suzuki)
12. Time of Determination (Kasumi Stage BGM) – 2:30 (musica: Hideyuki Suzuki)
13. DEAD OR ALIVE (Raidou Stage BGM) – 3:40 (musica: Hideyuki Suzuki)
14. In Between Life and Death (Continue BGM) – 0:17 (musica: Hideyuki Suzuki)
15. Show must go on! (Staff Roll BGM) – 1:17 (musica: Hideyuki Suzuki)
16. Your Name is... (Name Entry BGM) – 0:50 (musica: Hiroaki Takahashi)
17. Zack (feat. Bin Shimada) – 0:31
18. Lei Fang (feat. Yumi Tōma) – 0:29
19. Ryu Hayabusa (feat. Hideyuki Hori) – 0:29
20. Jann Lee (feat. Toshio Furukawa) – 0:31
21. Tina (feat. Mami Koyama) – 0:37
22. Bayman (feat. Hisao Egawa) – 0:19
23. Gen Fu (feat. Takeshi Aono) – 0:22
24. Kasumi (feat. Sakura Tange) – 0:45
25. Raidou (feat. Kōji Yada) – 0:39
26. System Voice (feat. Miyako Endō) – 0:27
27. S.E. Collection (feat. Bin Shimada, Yumi Tōma, Hideyuki Hori, Toshio Furukawa, Mami Koyama, Hisao Egawa, Takeshi Aono, Sakura Tange, Kōji Yada, Miyako Endō) – 1:05

Durata totale: 38:20

### Dead or Alive for PlayStation
Il secondo album di soundtrack BGM è stato distribuito il 20 maggio 1998 ed è composto della musiche della versione PlayStation.
Musiche di Kazuhiko Inaba, Makoto Hosoi.
1. The New Century (Opening Movie) – 1:16 (musica: Makoto Hosoi)
2. Showdown (Character Select) – 0:55 (musica: Makoto Hosoi)
3. Gonna Make You Gasp (Zack) – 2:47 (musica: Kazuhiko Inaba, Makoto Hosoi)
4. Stage Clear (Stage Clear) – 0:07 (musica: Makoto Hosoi)
5. Blade of "RYU" ~Mr. Tom Mix~ (Hayabusa) – 2:51 (musica: Kazuhiko Inaba, Makoto Hosoi)
6. Concentration (Lei Fang) – 2:57 (musica: Kazuhiko Inaba, Makoto Hosoi)
7. Heated Heartbeat (Jann Lee) – 2:50 (musica: Kazuhiko Inaba, Makoto Hosoi)
8. Fastbreak (Gen Fu) – 2:54 (musica: Kazuhiko Inaba, Makoto Hosoi)
9. Power is Beauty ~more beautiful mix~ (Tina) – 3:03 (musica: Kazuhiko Inaba, Makoto Hosoi)
10. Megadeath (Bayman) – 3:09 (musica: Kazuhiko Inaba, Makoto Hosoi)
11. Superstar (Bass) – 3:05 (musica: Kazuhiko Inaba, Makoto Hosoi)
12. Ketsui no toki ~pie-02 mix~ (Kasumi) – 3:10 (musica: Kazuhiko Inaba, Makoto Hosoi)
13. AYA (Ayane) – 3:17 (musica: Kazuhiko Inaba, Makoto Hosoi)
14. Dead or Alive (Raidou) – 3:35 (musica: Makoto Hosoi)
15. Physical System (Training Mode) – 2:30 (musica: Makoto Hosoi)
16. Result (Result Screen) – 2:04 (musica: Makoto Hosoi)
17. Your Name is... (Name Entry) – 0:47 (musica: Makoto Hosoi)
18. SAYONARA (Ending Movie) – 1:40 (musica: Makoto Hosoi)
19. Zack (feat. Bin Shimada) – 0:25
20. Hayabusa (feat. Hideyuki Hori) – 0:24
21. Lei Fang (feat. Yumi Tōma) – 0:35
22. Jann Lee (feat. Toshio Furukawa) – 0:37
23. Gen Fu (feat. Takeshi Aono) – 0:33
24. Tina (feat. Mami Koyama) – 0:32
25. Bayman (feat. Hisao Egawa) – 0:30
26. Bass (feat. Daisuke Gōri) – 0:43
27. Kasumi (feat. Sakura Tange) – 0:45
28. Ayane (feat. Wakana Yamazaki) – 0:36
29. Raidou (feat. Kōji Yada) – 0:28
30. System Voice 1 (feat. Miyako Endō) – 0:17
31. System Voice 2 (feat. Miyako Endō) – 0:12
32. System Voice 3 (feat. Miyako Endō) – 0:14
33. S.E. COLLECTION (feat. Bin Shimada, Hideyuki Hori, Yumi Tōma, Toshio Furukawa, Takeshi Aono, Mami Koyama, Hisao Egawa, Daisuke Gōri, Sakura Tange, Wakana Yamazaki, Kōji Yada) – 0:59
34. Galaxy – 1:00 (musica: Kazuhiko Inaba, Makoto Hosoi)
35. Type-XXX – 2:06 (musica: Kazuhiko Inaba, Makoto Hosoi)
36. Dead or Alive Overture ~renewal mix~ – 1:39 (musica: Kazuhiko Inaba, Makoto Hosoi)
37. The New Century ~master version~ – 1:16 (musica: Kazuhiko Inaba, Makoto Hosoi)
38. SAYONARA ~master version~ – 1:37 (musica: Kazuhiko Inaba, Makoto Hosoi)

Durata totale: 58:25

## Accoglienza
Dead or Alive è stato ben accolto dalla critica. Nel 2011, Complex lo ha posizionato settimo nella classifica dei migliori picchiaduro di tutti i tempi.